# Cotylorhynchus
Cotylorhynchus is een geslacht van zeer grote uitgestorven herbivore synapsiden dat leefde in het zuidelijke deel van wat nu Noord-Amerika is tijdens het Vroeg-Perm. Het is het bekendste lid van de synapside clade Caseidae, meestal beschouwd als de grootste landbewonende gewervelde dieren van het Vroeg-Perm.

## Ontdekking
Cotylorhynchus wordt beschouwd als een onderdeel van de eerste golf van amniote diversiteit. Er zijn drie soorten Cotylorhynchus benoemd: Cotylorhynchus hancocki, Cotylorhynchus romeri en Cotylorhynchus bransoni. Cotylorhynchus hancocki is wel verondersteld een afstammeling te zijn van de iets kleinere Cotylorhynchus romeri. Naar huidige inzichten zijn de drie soorten echter niet direct aan elkaar verwant en moeten voor de laatste twee weer aparte geslachten worden benoemd.

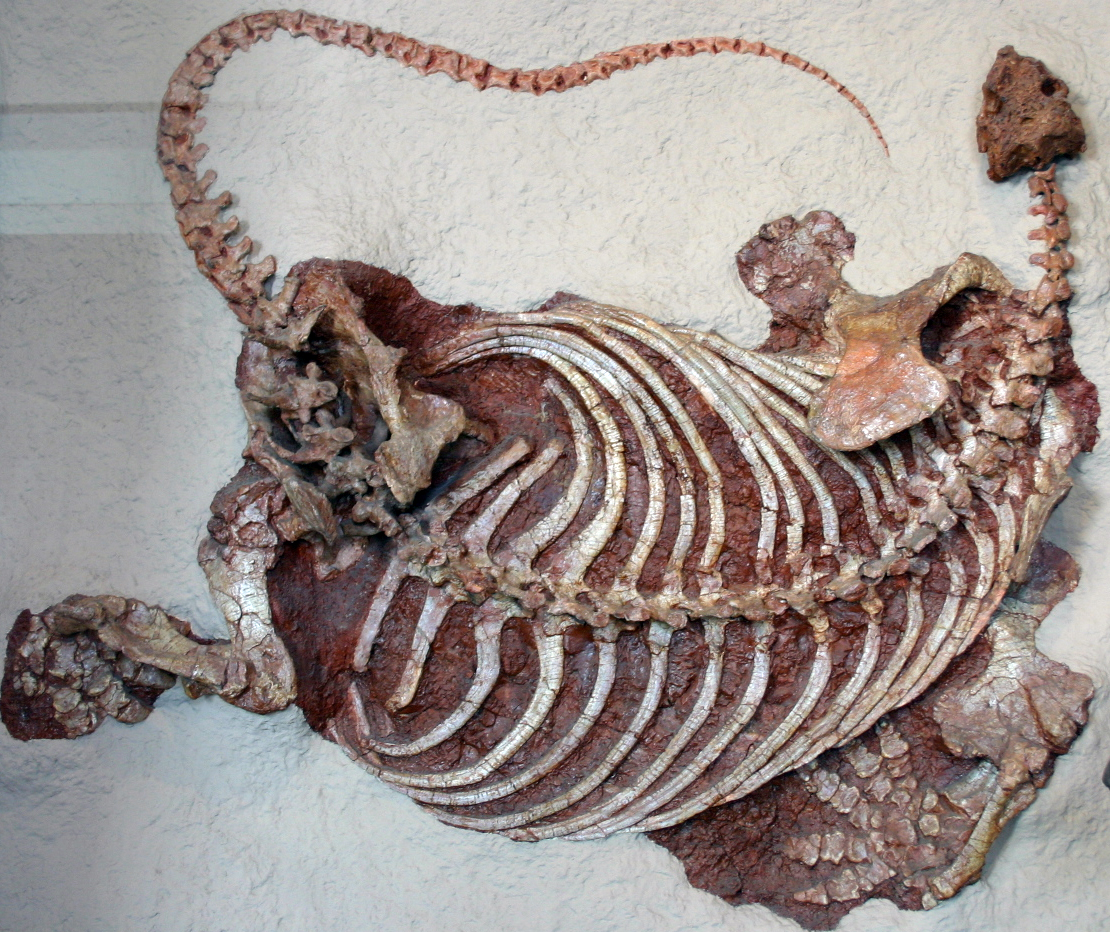
Skelet van C. romeri

John Willis Stovall benoemde in 1937 de typesoort Cotylorhynchus romeri. De geslachtsnaam betekent 'bekersnuit' naar de bekervormige structuur van de neuszone. De soortaanduiding eert Alfred Romer.
Het holotype is OMNH 00637 (eerder OUSM 4-0-S1, S-2052) gevonden op de Ross Farm in Logan County in een laag van de Hennesseyformatie. Het bestaat uit de rechterzijde van een schedel, een interclavicula en beide handen. Talrijke skeletdelen van Cotylorhynchus romeri zijn daarnaast gevonden rond centraal Oklahoma in delen van Cleveland County. De belangrijkste daarvan is het complete skelet specimen OMNH 01673.
In 1953 werd door Oslon een tweede soort benoemd: Cotylorhynchus hancocki. De soortaanduiding eert J. Hancock. Het holotype is FMNH (CMNH) UR 154, een rechteropperarmbeen en rechterspaakbeen. Delen van Cotylorhynchus hancocki zijn gevonden in het noorden van Texas in de provincies Hardeman en Knox. 
In 1962 werd door Olson de derde soort Cotylorhynchus bransoni benoemd. De soortaanduiding eert geoloog Carl Colton Branson. Het holotype is FMNH UR 835, een linkerheupzone met bekkenhelft en dijbeen. Exemplaren van Cotylorhynchus bransoni zijn ontdekt in Kingfisher en Blaine Counties van centraal-noordwest Oklahoma.

## Beschrijving
Cotylorhynchus was een zwaar gebouwd dier (en een van de grootste synapsiden van het Perm) met een proportioneel kleine kop en een enorme tonvormige romp. Terwijl de kleinere soort Cotylorhynchus romeri slechts 4,5 tot 4,8 meter lang werd, was de grotere soort Cotylorhynchus hancocki zes meter lang.

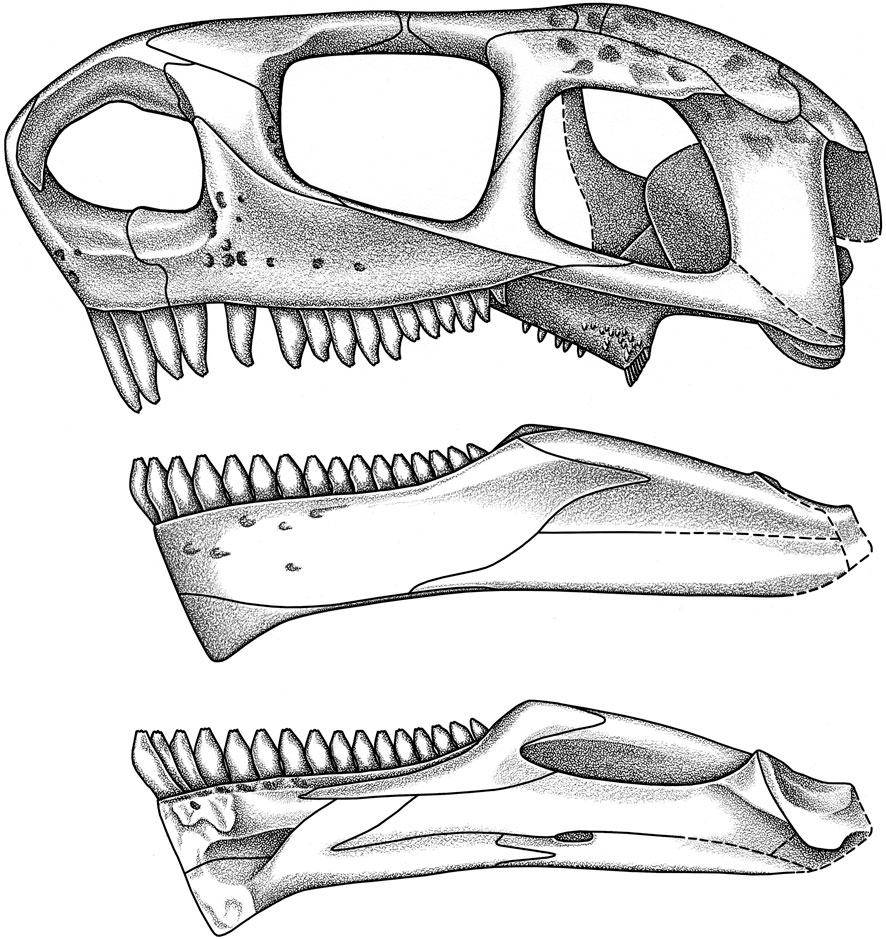
De schedel

Zijn schedel onderscheidde zich door de aanwezigheid van grote slaapvensters en zeer grote neusgaten, die gebruikt hadden kunnen worden voor een betere ademhaling of die een soort zintuiglijk of vochtbehoudend orgaan hebben gehuisvest. Ze hadden ook een groot derde oog en een snuit of bovenkaak die over de rij tanden hangt om een uitstekend platform te vormen. Afgeronde diepe putten en wellicht grote uithollingen waren aanwezig op het buitenoppervlak van de schedel. Hun tanden leken erg op die van leguanen met achterste marginale tanden die een lengterij knobbels droegen. De voorste tanden waren zeer lang.

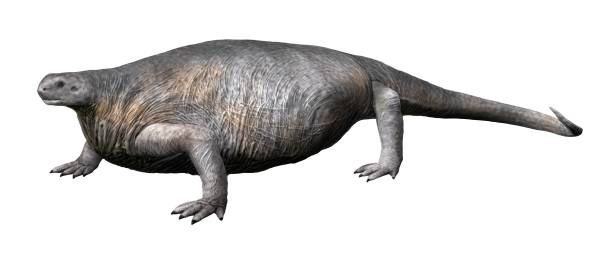
De romp was massief

De skeletkenmerken omvatten een massieve scapulocoracoïde, opperarmbeenderen met grote verbreed uitlopende uiteinden, stevige onderarmbeenderen en brede, robuuste handen met grote klauwen. Bepaalde kenmerken van hun handen geven aan dat ze qua vorm en structuur peddelachtig waren en werden gebruikt om te zwemmen op een manier die veel lijkt op die van moderne schildpadden.
Er wordt aangenomen dat hun vingers een aanzienlijk bewegingsbereik hadden en grote uitsteeksels voor de pezen van de buigende spieren op de ventrale oppervlakken van de klauwen stelden ze in staat hun klauwen met krachtige bewegingen te buigen. Ook lagen de gewrichtsoppervlakken van hun vingerkootjes schuin op de lange as van het bot in plaats van er loodrecht op. Dit zorgde voor veel meer oppervlakte voor de buigspieren.
Cotylorhynchus vertoont aanwijzingen voor een diafragma. In tegenstelling tot dat van moderne zoogdieren was het waarschijnlijk zwak en had het ondersteuning van andere spiergroepen nodig.

## Paleobiologie
Cotylorhynchus was, net als andere afgeleide caseïden, een herbivoor, waarbij hij waarschijnlijk een vezelrijke vegetatie consumeerde. Door Olson werd aangenomen dat caseiden met hun spitse kop en sterke klauwen naar wortels groeven. Een studie uit 2016 suggereerde echter dat Cotylorhynchus gewoonlijk in het water leefde, gebaseerd op bothistologie. Hun sponsachtige bot zou te zwak zijn om het gewicht op het land te dragen. Dit werd echter sterk in twijfel getrokken in een publicatie uit 2022, waarin werd opgemerkt dat Cotylorhynchus geen duidelijke morfologische aanpassingen aan een aquatische levensstijl vertoonde. Juist waterdieren hebben dicht bot om beter te kunnen duiken

## Fylogenie
Cotylorhynchus behoort tot de Caseidae, een groep massief gebouwde synapsiden met kleine koppen en tonachtige lichamen. Hij was een afgeleid lid van Caseidae. Hij is een zustertaxon van Angelosaurus.

Hieronder is een cladogram van Maddin et alii in 2008.
|  | Ennatosaurus                                                    |
|  |                                                                 |
|  | \| \| Cotylorhynchus \| \| \| \| \| \| Angelosaurus \| \| \| \| |
|  |                                                                 |
|  | Cotylorhynchus                                                  |
|  |                                                                 |
|  | Angelosaurus                                                    |
|  |                                                                 |

|  | Cotylorhynchus |
|  |                |
|  | Angelosaurus   |
|  |                |

|  | Ennatosaurus                                                    |
|  |                                                                 |
|  | \| \| Cotylorhynchus \| \| \| \| \| \| Angelosaurus \| \| \| \| |
|  |                                                                 |
|  | Cotylorhynchus                                                  |
|  |                                                                 |
|  | Angelosaurus                                                    |
|  |                                                                 |

|  | Cotylorhynchus |
|  |                |
|  | Angelosaurus   |
|  |                |

|  | Ennatosaurus                                                    |
|  |                                                                 |
|  | \| \| Cotylorhynchus \| \| \| \| \| \| Angelosaurus \| \| \| \| |
|  |                                                                 |
|  | Cotylorhynchus                                                  |
|  |                                                                 |
|  | Angelosaurus                                                    |
|  |                                                                 |

|  | Cotylorhynchus |
|  |                |
|  | Angelosaurus   |
|  |                |

|  | Ennatosaurus                                                    |
|  |                                                                 |
|  | \| \| Cotylorhynchus \| \| \| \| \| \| Angelosaurus \| \| \| \| |
|  |                                                                 |
|  | Cotylorhynchus                                                  |
|  |                                                                 |
|  | Angelosaurus                                                    |
|  |                                                                 |

|  | Cotylorhynchus |
|  |                |
|  | Angelosaurus   |
|  |                |

|  | Ennatosaurus                                                    |
|  |                                                                 |
|  | \| \| Cotylorhynchus \| \| \| \| \| \| Angelosaurus \| \| \| \| |
|  |                                                                 |
|  | Cotylorhynchus                                                  |
|  |                                                                 |
|  | Angelosaurus                                                    |
|  |                                                                 |

|  | Cotylorhynchus |
|  |                |
|  | Angelosaurus   |
|  |                |

|  | Ennatosaurus                                                    |
|  |                                                                 |
|  | \| \| Cotylorhynchus \| \| \| \| \| \| Angelosaurus \| \| \| \| |
|  |                                                                 |
|  | Cotylorhynchus                                                  |
|  |                                                                 |
|  | Angelosaurus                                                    |
|  |                                                                 |

|  | Cotylorhynchus |
|  |                |
|  | Angelosaurus   |
|  |                |

|  | Ennatosaurus                                                    |
|  |                                                                 |
|  | \| \| Cotylorhynchus \| \| \| \| \| \| Angelosaurus \| \| \| \| |
|  |                                                                 |
|  | Cotylorhynchus                                                  |
|  |                                                                 |
|  | Angelosaurus                                                    |
|  |                                                                 |

|  | Cotylorhynchus |
|  |                |
|  | Angelosaurus   |
|  |                |

|  | Ennatosaurus                                                    |
|  |                                                                 |
|  | \| \| Cotylorhynchus \| \| \| \| \| \| Angelosaurus \| \| \| \| |
|  |                                                                 |
|  | Cotylorhynchus                                                  |
|  |                                                                 |
|  | Angelosaurus                                                    |
|  |                                                                 |

|  | Cotylorhynchus |
|  |                |
|  | Angelosaurus   |
|  |                |